# Quiliano
Quiliano là một đô thị ở tỉnh Savona ở vùng Liguria của Ý, có khoảng cách khoảng 45 km về phía tây nam của Genoa và khoảng 5 km về phía tây của Savona. Tại thời điểm ngày 31 tháng 12 năm 2004, đô thị này có dân số 7.225 người và diện tích là 49,5 km².
Đô thị Quiliano có cácse frazioni (các đơn vị cấp dưới, chủ yếu là các làng): Cadibona, astride the watershed between the Alps và Appennines, Valleggia, Montagna, Roviasca, Faia and Tiassano.
Có nhiều khu vực khảo cổ xung quanh Quiliano.
Quiliano giáp các đô thị: Altare, Mallare, Orco Feglino, Savona, Vado Ligure, và Vezzi Portio.

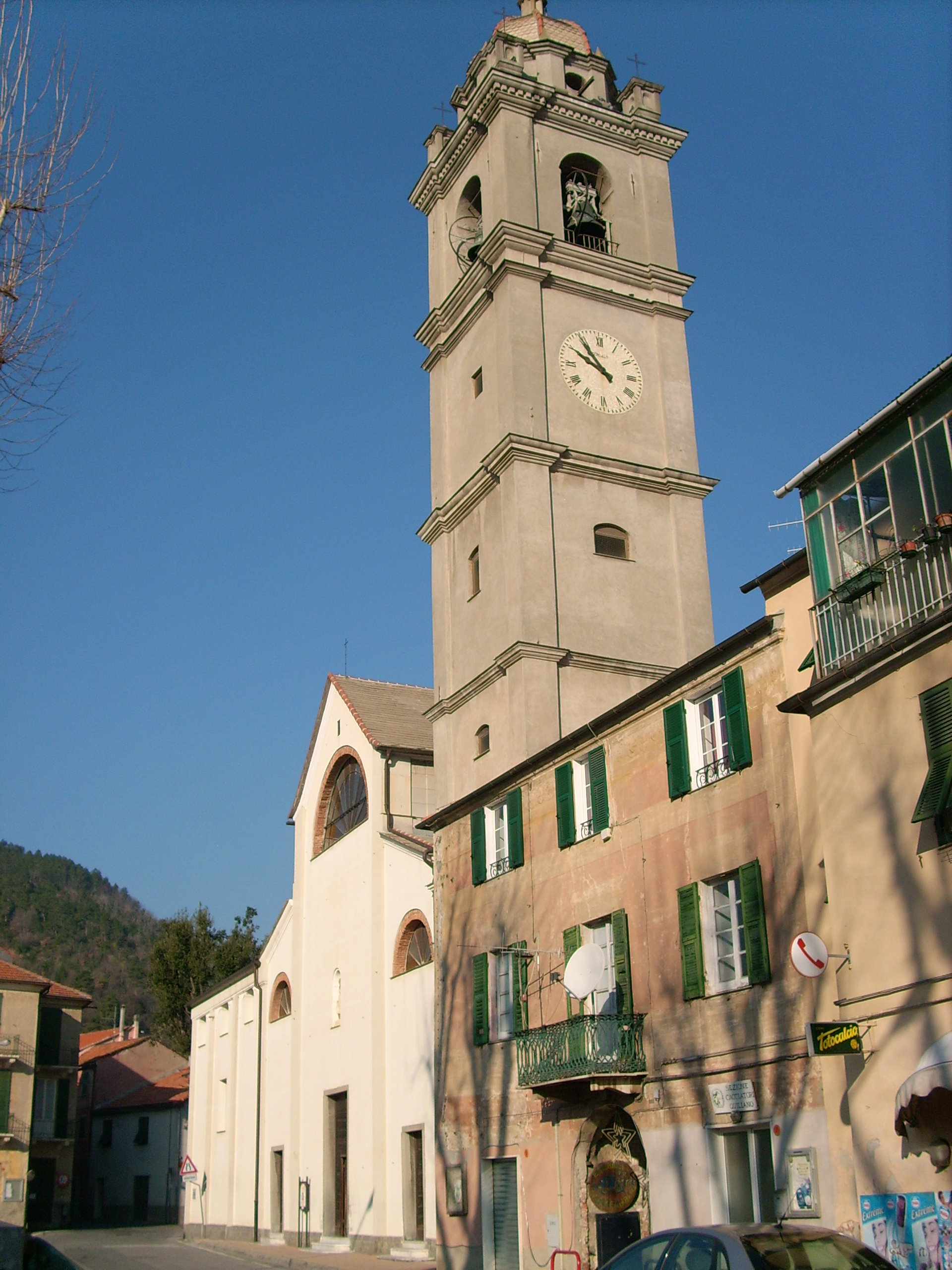
Nhà thờ San Lorenzo